# Bolszoje Kozino
Bolszoje Kozino (ros. Большое Козино) – osiedle typu miejskiego w Rosji, w obwodzie niżnonowogrodzkim, w rejonie bałachnińskim. W 2010 liczyło 5902 mieszkańców.

## Urodzeni
- Wasilij Riazanow